# وليد الشامي
وليد الشامي (20 شباط/فبراير 1977 -)، مغني وملحن عراقي. حصل على الجنسية الإماراتية عام 2018م.

## حياته
ولد في مدينة بغداد، أكمل دراسته الثانوية من ثم اتجه إلى مجال الفن والتسجيلات في الاستوديوهات آنذاك
كان مستمعًا في معهد الدراسات الموسيقية مع أخيه الفنان رائد الشامي ويحضر المحاضرات مع الطلبة مع أكبر الأساتذة في العراق، أثناء هذه الفترة أصبح ملمًا بالمقامات العراقية وبدأ العزف على آلة العود.

## مشواره المهني
بدايته في التلحين كانت بأغنية  يبوية مشكلة للفنان ماجد المهندس، اتجه للعاصمة الأردنية في عام 1998 و عمل هناك في استوديوهات الأردن مع أشقائه الفنانين سعدون الشامي و رائد الشامي. تنقل بين سوريا والأردن ولبنان في ذلك الوقت حتى عام 2002
ثم اتجه إلى دولة الإمارات العربية المتحدة وبدأ أيضاً في العمل في الاستوديوهات.
بدايته من خلال تلحين أغنية (المهاجر)
التي غناها الفنان العراقى (حاتم العراقي) ، بسبب هذه الأغنية التقى بالفنان راشد الماجد وبدأ التعاون معه بأغنيتين هم (سلامات وأغنية وصية)، من بعد هاتين الأغنيتين انطلق مع أبرز النجوم العرب منهم الفنان عبدالمجيد عبدالله وفايز السعيد وأصيل أبو بكر وحسين الجسمي وديانا حداد ونوال الكويتية وراشد الفارس
والوسمي و عيضة المنهالي وماجد المهندس وعادل مختار وحبيب علي وغيرهم من الأسماء المهمة في الساحة الفنية. عرض عليه الفنان راشد الماجد
فكرة الغناء والانضمام إلى شركته فنون الجزيرة
وبدأ مشوار الغناء بديو غنائي مع الفنان فايز السعيد، بدأ بتحضير البومه الأول (مصيبة) عام 2008 كانت انطلاقته نحو الشهرة، شارك في العديد من المهرجانات منها مهرجان هلا فبراير وليالي دبي ومهرجان سوق واقف وغيرها، طرح مع نهاية العام 2017 أغنية «هلا هلا» التي حققت نجاحًا ومشاهدة على الرغم أنها غير مصورة.

## ألبومات
| العام | الألبوم     | المنتج            |
| ----- | ----------- | ----------------- |
| 2008  | محبوب       | بلاتينيوم ريكوردز |
| 2011  | سلملي عالحب | روتانا            |
| 2014  | نار حلوة    | روتانا            |
| 2017  | زمن آدم     | روتانا            |
| 2020  | تبختر       | روتانا            |

2025 رحلة العلا   روتانا

## فيديو كليب
| الأغنية                   | المنتج        | المخرج                |
| ------------------------- | ------------- | --------------------- |
| أخبارو                    | ياسر الياسري  | روتانا                |
| هذا وهذا                  | ياسر الياسري  | روتانا                |
| ألف بسم الله              | علاء الأنصاري | روتانا                |
| مشينا                     | ياسر الياسري  | روتانا                |
| أنا أصلي                  | ياسر الياسري  | روتانا                |
| مبروك للحزن               | ياسر الياسري  | روتانا                |
| أحبه كلش                  | ياسر الياسري  | روتانا                |
| ذهب ذهب                   | محمود الحسن   | إنتاج خاص             |
| مجنوني                    | حسين سليم     | روتانا                |
| أخذني وياك                | حسين سليم     | إنتاج خاص             |
| لو باقي ليلة              | علي العلي     | صباح بيكتشرز          |
| أنا عراقي                 | حسين سليم     | إنتاج خاص             |
| هلا بولد العراق           | حسين سليم     | مملكة البحرينخليجي 21 |
| لم الشمل                  | حسين سليم     | إنتاج خاص             |
| الحق حبيبك مع فايز السعيد | ياسر الياسري  | فنون الجزيرة          |
| يا محبي مع راشد الماجد    | بسام الترك    | نجوم                  |
| روحة بلا ردة              | ياسر الياسري  | بلاتينيوم ريكوردز     |
| بسيطة                     | ياسر الياسري  | بلاتينيوم ريكوردز     |

## أغاني مسلسلات
- 2020: سوق الدماء
- 2018: عوض أبا عن جد
- 2015: لو أني أعرف خاتمتي
- 2012: لو باقي ليلة

## روابط خارجية
- وليد الشامي على موقع ميوزك برينز (الإنجليزية)
- وليد الشامي على موقع ديسكوغز (الإنجليزية)